# Greg Lasker
Greg Lasker (Conway, 28 de setembro de 1964) é um ex-jogador profissional de futebol americano estadunidense. Ele foi campeão da temporada de 1986 da National Football League jogando pelo New York Giants.